# كارل راسموسن (رسام)
كارل راسموسن (بالدنماركية: Carl Rasmussen)‏ هو رسام دنماركي، ولد في 31 أغسطس 1841 في Ærøskøbing ‏ في الدنمارك، وتوفي في 1 أكتوبر 1893 في المحيط الأطلسي بسبب غرق.